# Pou de glaç del Saiolic

El Pou de glaç del Saiolic, respecte del terme de Castellcir

El Pou de glaç del Saiolic, o Poua del Pedrós, és una poua, o pou de glaç, del terme municipal de Castellcir, al Moianès. Pertany a l'enclavament de la Vall de Marfà.
Està situat a l'extrem oriental de la Vall de Marfà, a prop i al sud-est del Saiolic, a llevant de l'extrem nord-est del Serrat de la Descàrrega, a prop i a l'esquerra del torrent de la Fàbrega.
Entre els segles XVII i XX, es feia glaç aprofitant les obagues i l'aigua de les rieres, entre elles la de Castellcir, per vendre'l a Castellterçol, Moià i Barcelona. El transport es feia a la nit en carruatges de tir animal.

## Etimologia
La poua rep aquest nom de la masia a la qual pertany el pou de glaç, el Saiolic.